# فوسفوليباز

المواقع التي تعمل فيها إنزيمات الفوسفوليباز علىل فصم الدهون الفوسفورية.

فوسفوليباز هو إنزيم يقوم بحلمهة الدهون الفوسفورية، وذلك إلى الأحماض الدهنية وغيرها من مواد محب للدهن.